# 音通
株式会社音通（おんつう 英: ONTSU Co.,Ltd.）は、 大阪府大阪市北区に本社を置く企業である。

## 概要
レンタルレコード店レックの運営会社として創業しレンタル用CD卸などから、カラオケ機器販売・リースを開始し、旧マイカルグループの食品スーパー・ポロロッカから近畿地区の店舗を引き継ぎ「F MART」としてそれぞれ営業を始めた。
2005年（平成17年）には、ベスト薬品を子会社化し関東地方にドラッグストア4店舗（のちに3店舗）を展開していたものの、2007年（平成19年）11月にドラッグ・オゾンに譲渡を行った。
カラオケ機器販売部門の音通エンタテイメントでは、全国のカラオケボックス・スナック・パブなどに第一興商のオンラインカラオケシステム「LIVE DAM」「デンモク」などを納入（販売、又はリース）している。その他、JOYSOUNDの「fR」「f1」なども取扱を行っている。
かつては100円ショップ「FLET'S」（フレッツ）「百圓領事館」を子会社である音通エフ・リテールで展開していたが、2021年（令和3年）10月に音通エフ・リテール全株式をワッツへ譲渡して撤退した。

## 沿革
- 1981年（昭和56年）8月 - レコード、テープなどの販売及びレンタルを目的として、株式会社音通（京都市右京区）を設立[9]
- 1990年（平成2年）4月 -本社を京都市より大阪府高槻市に移転[9]。
- 12月  - カラオケ機器、カラオケソフトの卸事業を開始[9]。
- 2000年（平成12年）5月  - 大阪証券取引所新市場部に上場[9]。
- 9月  - フレッツ1号店として住之江店　(大阪市)をオープン[9]。
- 2003年（平成15年）4月 - 大証ヘラクレスに上場。
- 8月 - 大証二部に上場[9]。
- 2004年（平成16年）5月 - 関東地域直営第1号店として、「フレッツ本厚木店」（神奈川県）をオープン[9]。
- 2005年（平成17年）4月 - レンタルCD、DVD卸の株式会社ハブ・ア・グッドを子会社化[9]。
- 2006年（平成18年）3月 - 持株会社体制に移行。会社分割を行い、食料品・生活雑貨小売事業部門を株式会社音通エフ・リテールに、カラオケ関係事業部門を株式会社音通マルチメディア（現：株式会社音通エンタテイメント）に、それぞれ継承[9]。
- 7月  - 近畿地区で「駐車場管理事業」を開始[9]。
- 9月  - 株式会社ハブ・ア・グッドによるフィットネス事業の1号店「JOY FIT摂津富田」オープン[9]。
- 9月 - 本社を大阪府吹田市に移転・集約[9]。
- 12月  - 子会社各社の東京事務所を東京都台東区に移転・集約[9]。
- 2007年（平成19年）10月 - 株式会社音通マルチメディアを会社分割し、東部地区の営業を株式会社ビデオエイティーと統合[9]。
- 2008年（平成20年）7月 - 株式会社ハブ・ア・グッドを会社分割し、スポーツ＆フィットネス事業を新設会社株式会社ファイコムが引き継ぐ[9]。
- 2010年（平成22年）7月 - 株式会社ソピックを子会社化[9]。
- 2013年（平成25年）4月 - 株式会社音通ビデオエイティーと株式会社ソピックが合併し、存続会社を株式会社ビデオエイティー・ソピックとする[9]。
- 7月 - 東京証券取引所と大阪証券取引所の統合により東京証券取引所第二部へ上場[9]。
- 2015年（平成27年）4月 - 株式会社音通マルチメディアと株式会社ビデオエイティー・ソピックが合併し、存続会社を株式会社音通エンタテイメントとする[9]。
- 6月 - 本社を大阪府吹田市から大阪市北区へ移転[9]。
- 8月 - 株式会社音通エフ・リテールが株式会社ニッパンを子会社化[9]。
- 2021年（令和3年）10月 - 株式会社音通エフ・リテールと株式会社ニッパン全株式を株式会社ワッツへ譲渡[9]。
- 2022年（令和4年）4月 -  東京証券取引所　市場区分見直しによりスタンダード市場へ移行[9]。
- 2024年（令和6年）
  - 8月 - 株式会社GENDAが株式公開買付けにより議決権所有割合ベースで48.09%の株式を取得するとともに、筆頭株主であった株式会社デジユニットの全株式を取得し、株式会社GENDAが親会社となる[10]。
  - 10月 - 東京証券取引所スタンダード市場上場廃止。株式併合により株主が株式会社GENDA及び株式会社デジユニットのみとなる[2]。